# Giessenlanden
Giessenlanden es un antiguo municipio de la provincia de Holanda Meridional en los Países Bajos. Cuenta con una superficie de 63,57 km², de los que 1,54 km² corresponden a la superficie ocupada por el agua. En enero de 2015 tenía una población de 14.463 habitantes.
El municipio se creó el 1 de enero de 1986 por la fusión de seis antiguos municipios: Arkel, Giessenburg, Hoogblokland, Hoornaar (donde se localiza el ayuntamiento del nuevo municipio), Noordeloos y Schelluinen. Se trata de un municipio rural, casi enteramente situado en la región natural llamada  Alblasserwaard.

## Galería

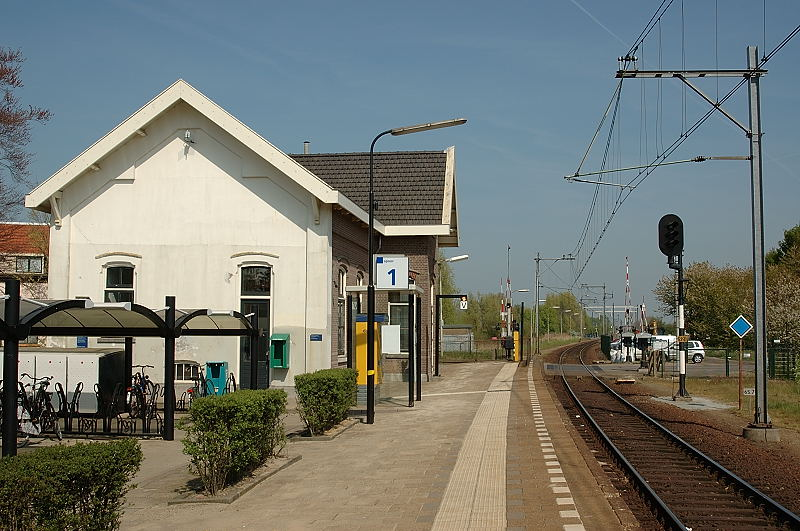
Estación de ferrocarril de Arkel.
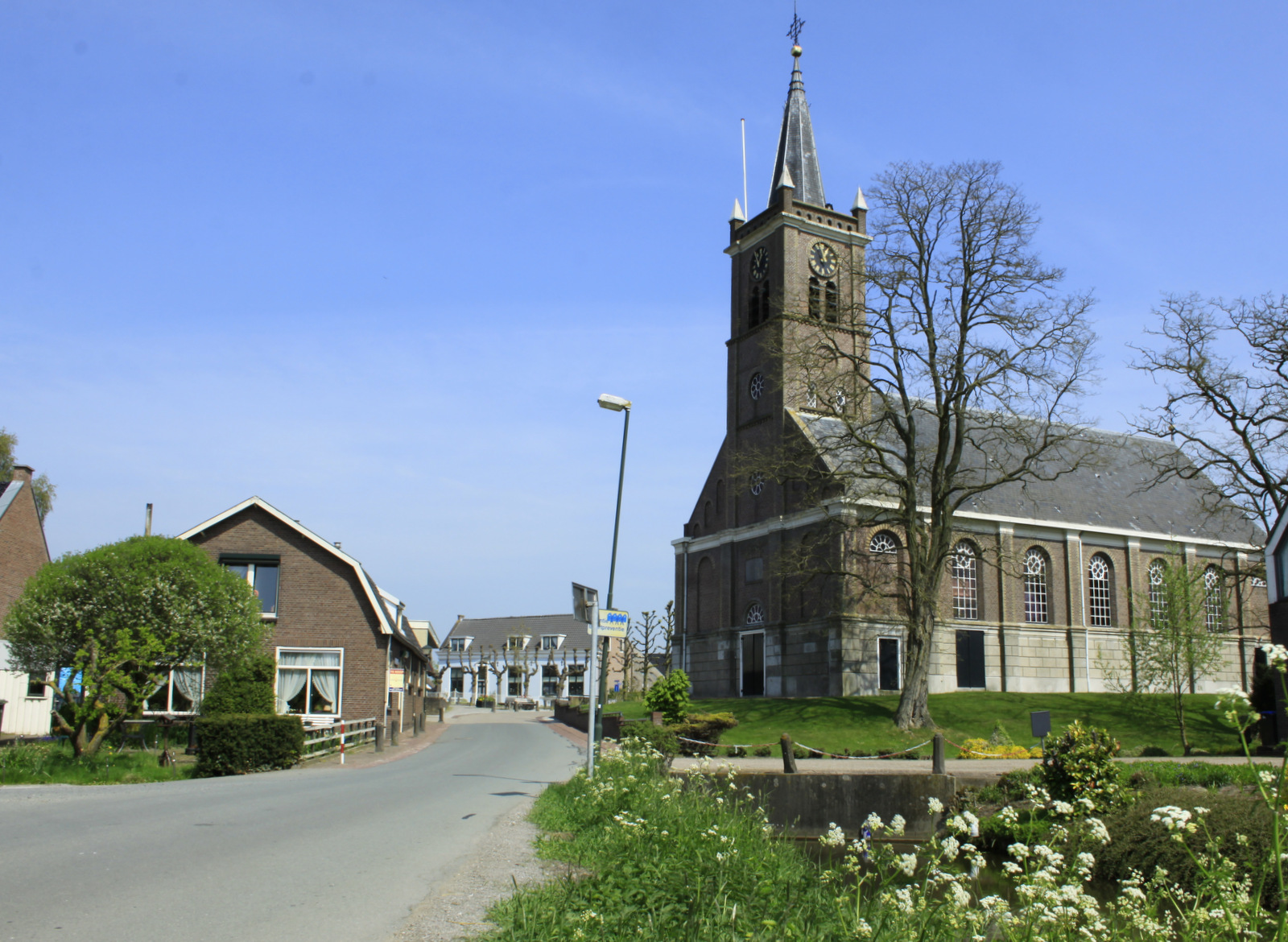
Hoogblokland
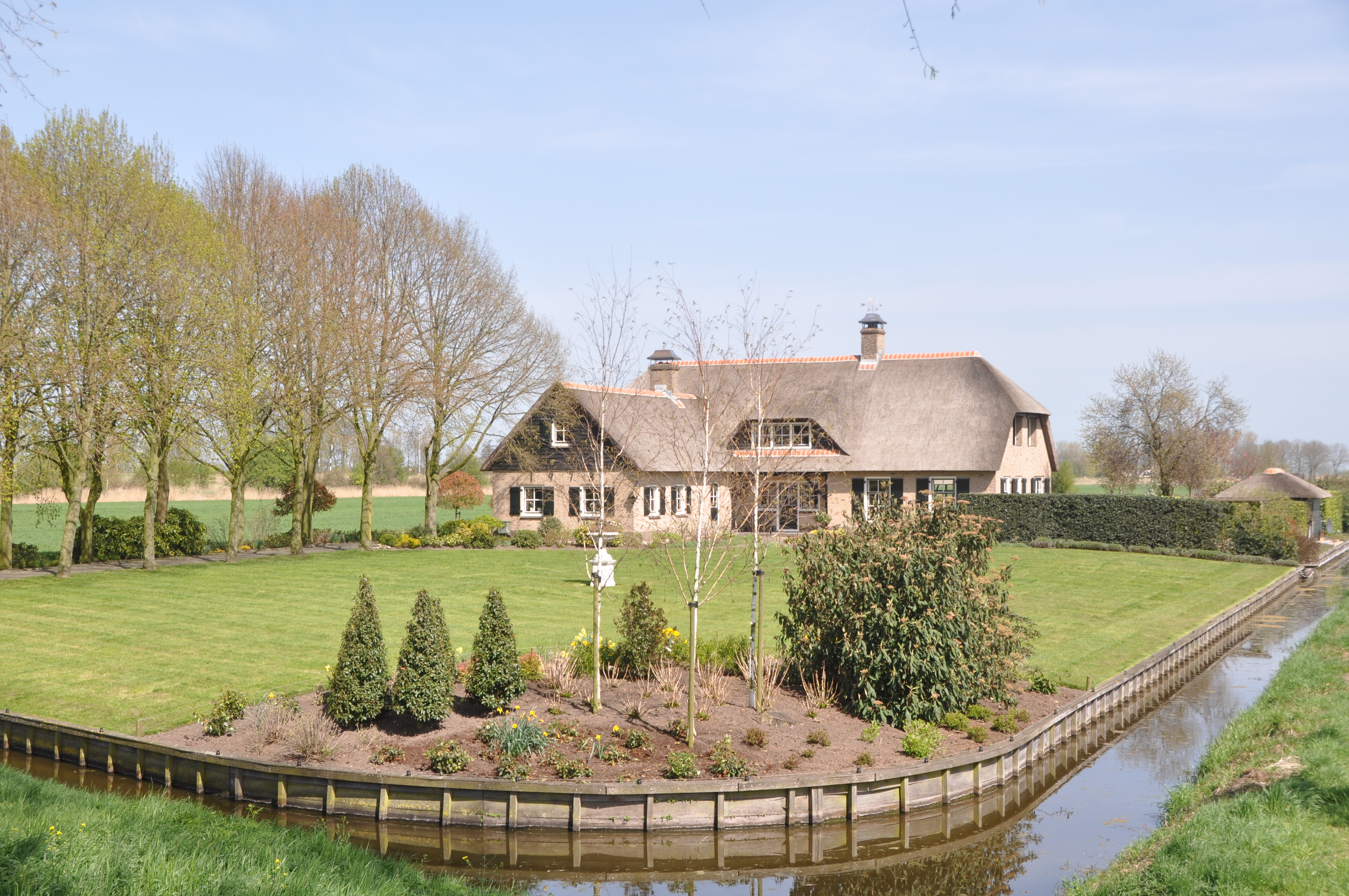
Arkel
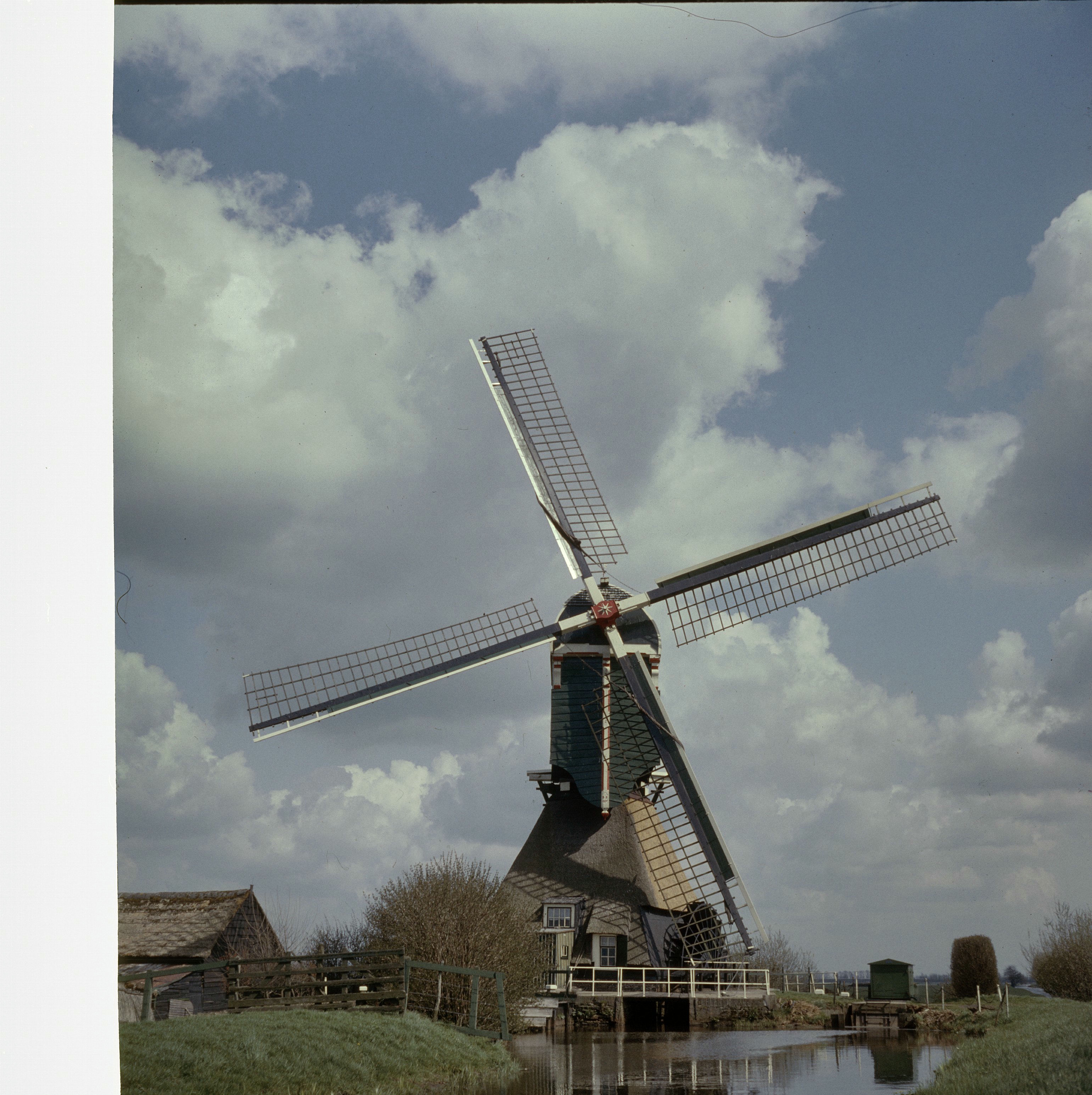
Noordeloos